# Filigranologie
Die Filigranologie (franz. filigrane „Wasserzeichen“) oder Wasserzeichenkunde befasst sich wissenschaftlich mit Wasserzeichen. Sie stellt damit eine materialorientierte historische Hilfswissenschaft dar, die papierne Zeugnisse erforscht, z. B. Urkunden, Handschriften.
Neben der Beschäftigung mit den Wasserzeichen an sich, ihrer Herstellung und auch ihren Fälschungen, ist eine wichtige Aufgabe der Filigranologie die Datierung und Herkunftsforschung historischer Schriftstücke. Dazu werden Sammlungen und Kataloge verwendet, die heutzutage als Fachdatenbanken digital und online vorliegen.